# جون ويليام ميلر
جون ويليام ميلر )1895 – 1978) كان فيلسوفًا أمريكيًا في العرف المثالي. يظهر عمله في ستة مجلدات، منها إشكال السبب (1987) ومؤخرًا مهمة النقد (2006). كانت طموحاته الفلسفية الرئيسية 1) التوفيق بين مثالية جوزيه رويس وبراغماتية ويليام جيمس و2) توحيد الفكر الفلسفي والفكر التاريخي. أشار ميللر إلى فلسفته بأنها »مثالية تاريخية «و»مثالية طبيعية» شهادةً على الطبيعة التكاملية لتفكيره. 

## نشأته وتعليمه
وُلد جون ويليام ميلر في 8 يناير عام 1895 في روتشستر، نيويورك. بدأ تعليمه الجامعي في جامعة هارفارد في عام 1912، ونُقل إلى جامعة روتشستر لسنتَي دراسته الثانية والثالثة، ثم عاد إلى كامبريدج، ماساتشوستس، لسنته الأخيرة. حصل ميلر على شهادة البكالوريوس من هارفارد في عام 1916. في مطلع الدخول الأمريكي في الحرب العالمية الأولى، أعلن ميلر نفسه رافضًا للخدمة العسكرية، وعمل متطوعًا في سلك الإسعاف في فرنسا مع مستشفى بيز 44.
بعد الحرب، عاد ميلر إلى هارفارد ليبدأ دراسات ما بعد التخرج في الفلسفة. كان من بين أساتذته فلاسفة واقعيون مثل رالف بارتون بيري وإيدوين بيسيل هولت، وأيضًا مثاليون مثل ويليام إرنيست هوكينغ وكلارينس إيرفينغ لويس. ولكن من المنصف القول إن أقوى المؤثرين الفلسفيين في ميلر هم من القرن التاسع عشر وكان أبرزهم المثاليون الألمان إيمانويل كانت، ويوهان غوتليب فيشته، وجورج فيلهلم فريدريش هيغل. كان رالف والدو إيميرسون مؤثرًا مهمًا أيضًا من الجانب الأمريكي. في عام 1921، حصل ميلر على شهادة الماجستير واستمر تحت توجيه هوكينغ في تأليف عمل عن الرابط الأساسي بين المعرفية والسيميائية والأنطولوجيا. أكسبه عمله بعنوان »تعريف الشيء« شهادة الدكتوراه في عام 1922.
بدأت مهنة ميلر في التدريس في عام 1922 مع وظيفة في كلية كونيتيكت. تزوج خلال هذا الوقت بكاثرين إس. جيسيل (1897-1933). في خريف عام 1924، تسلَّم منصبًا في كلية ويليامز في جبال بيركشاير في شمال غرب ماساتشوستس. 

## سنوات كلية ويليامز
بغض النظر عن المحاضرات الصيفية ومنصب الأستاذ الزائر لسنة واحدة في جامعة مينيسوتا في 1937-1938، فقد أُمضى ميلر حياته المهنية في كلية ويليامز حتى تقاعده في عام 1960. شغل منصب رئيس قسم الفلسفة منذ عام 1931 وحتى عام 1955، وأثَّر في ثلاثة أجيال من الطلاب. (كان ميلر في الغالب يُختار من قبل الدفعات المتخرجة باعتباره أكثر أستاذٍ مؤثر في كلية وليامز وكُرِّس كتاب الكلية السنوي له مرتين).
أصبح منذ عام 1945 فصاعدًا أستاذًا في الفلسفة الفكرية والمعنوية بدرجة مارك هوبكينز، وهو اللقب الذي ورثه من زميله الذي سبقه في منصب الرئيس، الواقعي النقدي جيمس بيست برات.
خلال سنواته الأولى في ويليامز، ربَّى ميلر وكاثرين ابنَين هما يوجين (مواليد 1925) وبول (مواليد 1928).

### علم أصول التدريس
في ويليامز، دَّرس ميلر المقررات الدراسية عبر المنهج الدراسي الفلسفي بالكامل؛ أي علم المعرفة، والميتافيزيقيا، وعلم الجمال، والسيميائية، والفلسفة السياسية. لعل أعظم ابتكاراته في القاعة الدراسية كان إدخال مقرر دراسي في فلسفة التاريخ في الوقت الذي كانت فيه الوضعية تفصل التأمل الفلسفي أكثر عن التفكير التاريخي. لم يكن هناك أيضًا فصلٌ بين مثالية ميلر التاريخية وفلسفته التعليمية. كان يُعرف بقوله »لا أستطيع فهم إنسان ما لم أعامله بجدية«. كان نقاش القاعة الدراسية، والتبادل المتحضر للأفكار، وامتلاك ركيزة شخصية في كل محادثة فلسفية جوهريًا. بالنسبة إلى ميلر، كانت الفلسفة طريقة كلام يتكلم بها المرء بحق (أي يعبر عن نفسه) ويتحمل مسؤولية ما قاله (أي يتأمل في نفسه). إن المحادثة الصريحة ليست ممكنة أكثر من الفلسفة، فهي غير قادرة على تحقيق كلا هذين الالتزامين –أي التعبير والتأمل–. يعمل خطاب القاعة الدراسية على التركيز على الأسس الفلسفية للمحادثة.

### تأثيره في الكتابة
عُرف ميلر في البداية باعتباره مدرسًا لا مؤرخًا. وفي الواقع، انتشرت سمعته بصفته مفكرًا من خلال ممارسة التدريس، وأتت إليه الشهرة المتواضعة عن طريق تقييمات طلابه السابقين. (انظر إلى مقالة جورج بروكواي عن ميلر، التي نُشرت لأول مرة في دورية جمعية فاي بينا كابا، المؤرخ الأمريكي، والمعاد طباعتها لاحقًا بعنوان معلمون: بورتريهات مدرسين عظماء، حيث وُضع ميلر جنبًا إلى جنب مع معلمين مشهورين مثل حنة آرنت وموريس رافائيل كوهن). على أي حال، لأنه ركّز على تدريسه وأنجز أغلب كتاباته في سياق إعداد المحاضرين والتجانس الفلسفي، لم يركز ميلر على النشر العلمي الرسمي.
نشر في ثلاثينيات القرن العشرين مقالتين مهمتين في دورية الفلسفة: »إشكال السبب« (1935) و»الحوادث سوف تقع« (1937). بعد هذين المنشورين، قدَّم أربعة أوراق بحثية شهيرة: »الحرية باعتبارها صفة للإنسان في مجتمع ديمقراطي« (جمعية العلوم السياسية الأمريكية، شيكاغو، 1938)، و»التاريخ والإنسانية« (نادي هارفارد للفلسفة، 1948)، و»العالم الأوسط« (نادي هارفارد للفلسفة، 1952). ناقض هذا العدد الصغير من المقالات والبيانات المتاح للناس حقيقة أن ميلر كان كاتبًا استثنائيًا وكان يعمل بنشاط في تطوير نظام فلسفي متين منظم حول مفهومه المركزي، العالم الأوسط. لم يجمع كتاباته ويبدأ بتعريف الناس من غير طلابه والمستمعين المتفرقين بمثالتيه التاريخية حتى تقاعده.

## الفلسفة
عند تقاعده في عام 1960، بقي ميلر في ويليامزتاون واستمر في ممارسة المحادثة الفلسفية. ومع ذلك، تلقى ميلر خلال سنوات تقاعده تشجيعًا قويًا من مجموعة من طلابه السابقين الذين حثوه على نشر العناوين الأربعة الشهيرة المذكورة آنفًا وبعض من المقالات العديدة التي صاغها على مر السنوات. نشر ميلر في عام 1961 »غير التاريخي والتاريخي« لتكون كلمة ختامية لمجلد من مقالات مترجمة لخوسيه أورتيجا إي جاسيت، التاريخ باعتباره نظامًا ومقالات أخرى نحو فلسفة التاريخ. أخيرًا، بحلول سبعينيات القرن العشرين، جمع ميلر مجموعة من مقالاته نُشرت قبل وفاته تحت العنوان إشكالية السبب ومقالات أخرى.
يجد المرء فلسفة هجينة في إشكالية السبب وأعمال مثلها بعد وفاته مثل فلسفة التاريخ (1981)، ورموز العالم الأوسط والأهداف الفعالة (1982)، وفي الدفاع عن النفساني (1983). سعى ميلر بوعي إلى طريق أوسط من خلال معارضة الواقعية والمثالية، بالإضافة إلى البراغماتية والمثالية. لم تكن فلسفة ميلر وسيلة لإزالة النزاع بل، بدلًا من ذلك، للاعتراف بالنزاع وتنظيمه بشكل مدروس. كتب ميلر «التفلسف هو أن تكون مسيطرًا بشكل مدروس على المشكلة«. لذا فإن واحدة من الطرق المهمة لوصف تفكيره هي القول إن تركيب ميلر الفلسفي لا يحل نزاعات أسلافه بشكل مؤثر، بل يبين المغزى الفلسفي لتلك الخلافات والطريقة التي يجب أن يكون فيها موجز تنافساتهم مكونًا في فلسفة جديرة بالاهتمام. يُعرِّف تصوره الفلسفة بأنها نشاط الانتقاد في المعنى الكانتي لذلك المصطلح؛ أي أن تكون مدركًا لحالات مساعي المرء.
كما ورد أعلاه، توحّد فلسفة ميلر التفكير الفلسفي والتفكير التاريخي. ضمَّن في فعل هذا مفاهيم السلوك والرمزية في نظرية المعرفة والميتافيزيقيا. إن ثمار نهجه مرئية في الفلسفة الأخلاقية والسياسية.